# Mattia Destro
Mattia Destro (20. březen 1991 Ascoli Piceno, Itálie) je italský fotbalový útočník. Mezi lety 2012 a 2014 odehrál také 8 utkání v dresu italské reprezentace, ve kterých vstřelil 1 branku.

## Přestupy
- z Inter do Janov za 6 500 000 Euro
- z Janov do Siena za 1 500 000 Euro (hostování)
- z Janov do Siena za 1 300 000 Euro
- z Siena do Janov za 7 000 000 Euro (odkup poloviny)
- z Janov do Řím za 11 500 000 Euro (hostování s odkupem obou polovin)
- z Janov do Řím za 4 500 000 Euro (přestup)
- z Řím do Milán za 500 000 Euro (hostování)
- z Řím do Boloňa za 8 500 000 Euro
- z Boloňa do Janov zadarmo
- z Janov do Empoli zadarmo

## Statistiky

### Klubové
| Sezóna           | Klub             | Liga             | Liga   | Liga | Ligové poháry | Ligové poháry | Ligové poháry | Kontinentální poháry | Kontinentální poháry | Kontinentální poháry | Celkem | Celkem |
| Sezóna           | Klub             | Soutěž           | Zápasy | Góly | Soutěž        | Zápasy        | Góly          | Soutěž               | Zápasy               | Góly                 | Zápasy | Góly   |
| ---------------- | ---------------- | ---------------- | ------ | ---- | ------------- | ------------- | ------------- | -------------------- | -------------------- | -------------------- | ------ | ------ |
| 2010/11          | Janov            | Serie A          | 16     | 2    | IP            | 2             | 1             | -                    | 0                    | 0                    | 18     | 3      |
| 2011/12          | Siena            | Serie A          | 30     | 12   | IP            | 2             | 1             | -                    | 0                    | 0                    | 32     | 13     |
| 2012/13          | Řím              | Serie A          | 21     | 6    | IP            | 5             | 5             | -                    | 0                    | 0                    | 26     | 11     |
| 2013/14          | Řím              | Serie A          | 20     | 13   | IP            | 3             | 0             | -                    | 0                    | 0                    | 23     | 13     |
| 2014/15          | Řím              | Serie A          | 16     | 5    | IP            | 1             | 0             | LM                   | 2                    | 0                    | 19     | 5      |
| Celkem za Řím    | Celkem za Řím    | Celkem za Řím    | 57     | 24   | -             | 9             | 5             | -                    | 2                    | 0                    | 68     | 29     |
| 2015             | Milán            | Serie A          | 15     | 3    | IP            | 0             | 0             | -                    | 0                    | 0                    | 15     | 3      |
| 2015/16          | Boloňa           | Serie A          | 27     | 8    | IP            | 0             | 0             | -                    | 0                    | 0                    | 27     | 8      |
| 2016/17          | Boloňa           | Serie A          | 30     | 11   | IP            | 3             | 0             | -                    | 0                    | 0                    | 33     | 11     |
| 2017/18          | Boloňa           | Serie A          | 26     | 6    | IP            | 1             | 0             | -                    | 0                    | 0                    | 27     | 6      |
| 2018/19          | Boloňa           | Serie A          | 17     | 4    | IP            | 1             | 0             | -                    | 0                    | 0                    | 18     | 4      |
| 2019/20          | Boloňa           | Serie A          | 5      | 0    | IP            | 2             | 0             | -                    | 0                    | 0                    | 7      | 0      |
| Celkem za Boloňu | Celkem za Boloňu | Celkem za Boloňu | 105    | 29   | -             | 7             | 0             | -                    | 0                    | 0                    | 112    | 29     |
| 2020             | Janov            | Serie A          | 8      | 0    | IP            | 1             | 0             | -                    | 0                    | 0                    | 9      | 0      |
| 2020/21          | Janov            | Serie A          | 29     | 11   | IP            | 1             | 0             | -                    | 0                    | 0                    | 30     | 11     |
| 2021/22          | Janov            | Serie A          | 27     | 9    | IP            | 3             | 0             | -                    | 0                    | 0                    | 30     | 9      |
| Celkem za Janov  | Celkem za Janov  | Celkem za Janov  | 80     | 22   | -             | 7             | 1             | -                    | 0                    | 0                    | 87     | 23     |
| 2022/23          | Empoli           | Serie A          | 17     | 1    | IP            | 1             | 0             | -                    | 0                    | 0                    | 18     | 1      |
| 2023/24          | Empoli           | Serie A          | 15     | 0    | IP            | 0             | 0             | -                    | 0                    | 0                    | 15     | 0      |
| Celkem za Empoli | Celkem za Empoli | Celkem za Empoli | 32     | 1    | -             | 1             | 0             | -                    | 0                    | 0                    | 33     | 1      |
| Celkově          | Celkově          | Celkově          | 319    | 91   | -             | 26            | 7             | -                    | 2                    | 0                    | 347    | 98     |

### Reprezentační

#### Reprezentační branka
| Gól | Datum       | Stadion                                | Soupeř | Skóre | Výsledek | Soutěž                 |
| --- | ----------- | -------------------------------------- | ------ | ----- | -------- | ---------------------- |
| 010 | 11. 9. 2012 | Stadio Alberto Braglia, Modena, Itálie | Malta  | 1:0   | 2:0      | Kvalifikace na MS 2014 |

## Úspěchy

### Reprezentační
- 1× na ME 21 (2013 – stříbro)

### Individuální
- 1× nejlepší střelec v italském poháru (2012/13 - 5 branek)